# حارة قندة (صنعاء)
قندة هي إحدى حارات حي سدس الروض بمدينة الروضة شمال العاصمة اليمنية "صنعاء"، بلغ تعداد سكانها 299 نسمة حسب تعداد اليمن لعام 2004.